# Melanoblossia tridentata
Espèce
Melanoblossia tridentata est une espèce de solifuges de la famille des Melanoblossiidae.

## Distribution
Cette espèce est endémique d'Afrique du Sud.

## Description
Le mâle décrit par Roewer en 1941 mesure 6,5 mm.

## Publication originale
- Lawrence, 1935 : New South African Solifugae. Transactions of the Royal Society of South Africa, vol. 23, p. 71–90.